# Monumental
Albums par Pete Rock
NY's Finest
(2008)
Albums par Smif-n-Wessun
The Album
(2007)
Singles
1. Prevail
Sortie : 14 septembre 2010
2. That's Hard
Sortie : 17 mai 2011
3. Monumental
Sortie : 15 juin 2011

Monumental est un album collaboratif de Pete Rock et Smif-n-Wessun, sorti le 28 juin 2011.
L'album s'est classé 15e au Top Rap Albums, 18e au Top Independent Albums, 24e au Top R&B/Hip-Hop Albums et 110e au Billboard 200.

## Liste des titres
| No  | Titre                                              | Contient un (des) sample(s) de | Durée |
| --- | -------------------------------------------------- | --- | ----- |
| 1.  | Intro                                              | | 1:18  |
| 2.  | Monumental (featuring Tyler Woods)                 | I'll Live My Love for You de Millie Jackson | 4:31  |
| 3.  | Prevail (featuring Raekwon)                        | It Ain't Hard to Tell de Nas | 2:33  |
| 4.  | That's Hard (featuring Styles P. et Sean Price)    | Echoes of You de Little Boy Blues Saturday Night Style de Mikey Dread K.I.M. 2000 de Smif-n-Wessun featuring Loudmouf Choir Trouble Shooters de DJ Muggs et Ill Bill featuring Sick Jacken, Sean Price et O.C. | 4:15  |
| 5.  | Top of the World (featuring Memphis Bleek)         | Freddie's Dead des Superdudes Beast in Me de Geoffrey Stoner | 4:58  |
| 6.  | Feel Me (featuring Rock et Bun B)                  | | 5:09  |
| 7.  | Roses (featuring Freeway)                          | La Ila I La La d'Osibisa | 4:25  |
| 8.  | Fire                                               | | 4:22  |
| 9.  | This One (featuring Top Dog et Jahdan Blakkamoore) | | 4:05  |
| 10. | Do It (featuring Hurricane G)                      | Make It Funky de James Brown The Mexican de Babe Ruth I'm Gonna Make Love Last This Time des Inclinations The Message de Grandmaster Flash and The Furious Five featuring Grandmaster Melle Mel et Duke Bootee Warm It Up, Kane de Big Daddy Kane Tonight's Da Night de Redman Hello Brooklyn de Jay-Z featuring Lil Wayne | 5:16  |
| 11. | Night Time (featuring Buckshot)                    | | 5:05  |
| 12. | (I'm a) Stand Up Guy (featuring Black Rob)         | Un soir de blanco de Claude Thomain et son orchestre | 3:45  |
| 13. | Go Off                                             | I'll Be Your Everything de T.U.M.E. | 2:41  |
| 14. | Time to Say                                        | You Needn't Worry Now de Smoke Survival of the Fittest de Mobb Deep | 5:15  |